# فرودگاه گریت بریر ریف
فرودگاه گریت بریر ریف (به انگلیسی: Great Barrier Reef Airport) یک فرودگاه همگانی با کد یاتا HTI است که یک باند فرود آسفالت دارد و طول باند آن ۱۷۶۴ متر است. این فرودگاه در کشور استرالیا قرار دارد و در ارتفاع ۵ متری از سطح دریا واقع شده‌است.

## شرکت‌های هواپیمایی و مقصدهای پروازی
| شرکت‌های هواپیمایی                      | مقصدهای پروازی        |
| -------------------------------------- | --------------------- |
| جت‌استار                                | سیدنی                 |
| کانتاس                                 | ملبورن، سیدنی         |
| کانتاس‌لینک اجرا توسط سان‌استیت ایرلاینز | بریزبن، کنز           |
| Regional Air                           | چارتر: مکی            |
| ویرجین استرالیا                        | بریزبن، ملبورن، سیدنی |